# Laveissière
Ne pas confondre avec Laveissenet, Laveyssière ou La Vayssière
Laveissière est une commune française, située dans le département du Cantal en région Auvergne-Rhône-Alpes, sur laquelle se situe la station du Lioran.

## Géographie

### Localisation
Plus haute commune de la vallée de l'Alagnon, Laveissière se situe au cœur du volcan du Cantal et du parc des volcans d'Auvergne. La commune de Laveissière, du cirque glaciaire de Font d'Alagnon aux portes de la cité médiévale de Murat, correspond à la région historique du Valagnon, située en Haute-Auvergne.

### Communes limitrophes
Les communes limitrophes sont  Albepierre-Bredons, Dienne, Lavigerie, Mandailles-Saint-Julien, Murat et Saint-Jacques-des-Blats.
| Lavigerie               | Dienne             | Chastel-sur-Murat  |
| Mandailles-Saint-Julien | Laveissière        | Murat              |
| Saint-Jacques-des-Blats | Albepierre-Bredons | Albepierre-Bredons |

### Climat
Pour des articles plus généraux, voir Climat d'Auvergne-Rhône-Alpes et Climat du Cantal.
En 2010, le climat de la commune est de type climat de montagne, selon une étude du CNRS s'appuyant sur une série de données couvrant la période 1971-2000. En 2020, Météo-France publie une typologie des climats de la France métropolitaine dans laquelle la commune est exposée à un climat de montagne ou de marges de montagne et est dans la région climatique Ouest et nord-ouest du Massif Central, caractérisée par une pluviométrie annuelle de 900 à 1 500 mm, maximale en automne et en hiver.
Pour la période 1971-2000, la température annuelle moyenne est de 8,1 °C, avec une amplitude thermique annuelle de 15,4 °C. Le cumul annuel moyen de précipitations est de 1 625 mm, avec 12,9 jours de précipitations en janvier et 8,6 jours en juillet. Pour la période 1991-2020, la température moyenne annuelle observée sur la station météorologique installée sur la commune est de 7,0 °C et le cumul annuel moyen de précipitations est de 2 129,1 mm,. Pour l'avenir, les paramètres climatiques de la commune estimés pour 2050 selon différents scénarios d'émission de gaz à effet de serre sont consultables sur un site dédié publié par Météo-France en novembre 2022.
| Mois                                  | jan.           | fév.           | mars           | avril          | mai           | juin            | jui.         | août          | sep.        | oct.          | nov.           | déc.           | année     |
| ------------------------------------- | -------------- | -------------- | -------------- | -------------- | ------------- | --------------- | ------------ | ------------- | ----------- | ------------- | -------------- | -------------- | --------- |
| Température minimale moyenne (°C)     | −3,3           | −3,8           | −1,2           | 1,2            | 4,8           | 8,2             | 9,9          | 9,7           | 6,7         | 4,3           | 0,1            | −2,4           | 2,8       |
| Température moyenne (°C)              | −0,3           | −0,2           | 2,8            | 5,5            | 9,3           | 13,2            | 15,1         | 14,9          | 11,4        | 8,3           | 3,2            | 0,5            | 7         |
| Température maximale moyenne (°C)     | 2,7            | 3,4            | 6,7            | 9,8            | 13,9          | 18,1            | 20,3         | 20,1          | 16          | 12,2          | 6,4            | 3,5            | 11,1      |
| Record de froid (°C) date du record   | −23 12.01.1987 | −21 10.02.1986 | −19,1 01.03.05 | −10 12.04.1986 | −6 04.05.1987 | −1,5 09.06.1985 | 2 30.07.1988 | 0 30.08.1986  | −1 29.09.20 | −9,8 26.10.03 | −14 22.11.1999 | −16,7 04.12.10 | −23 1987  |
| Record de chaleur (°C) date du record | 14,2 07.01.13  | 17 27.02.19    | 19,3 15.03.12  | 23,2 09.04.11  | 27,4 22.05.22 | 34,3 27.06.19   | 33 24.07.19  | 31,9 23.08.23 | 29 04.09.23 | 26,8 01.10.23 | 20,2 08.11.15  | 16 16.12.1989  | 34,3 2019 |
| Précipitations (mm)                   | 218,3          | 184,3          | 179,1          | 170,4          | 163,4         | 130,1           | 115,6        | 122,2         | 156,2       | 185,5         | 248,7          | 255,3          | 2 129,1   |

### Environnement

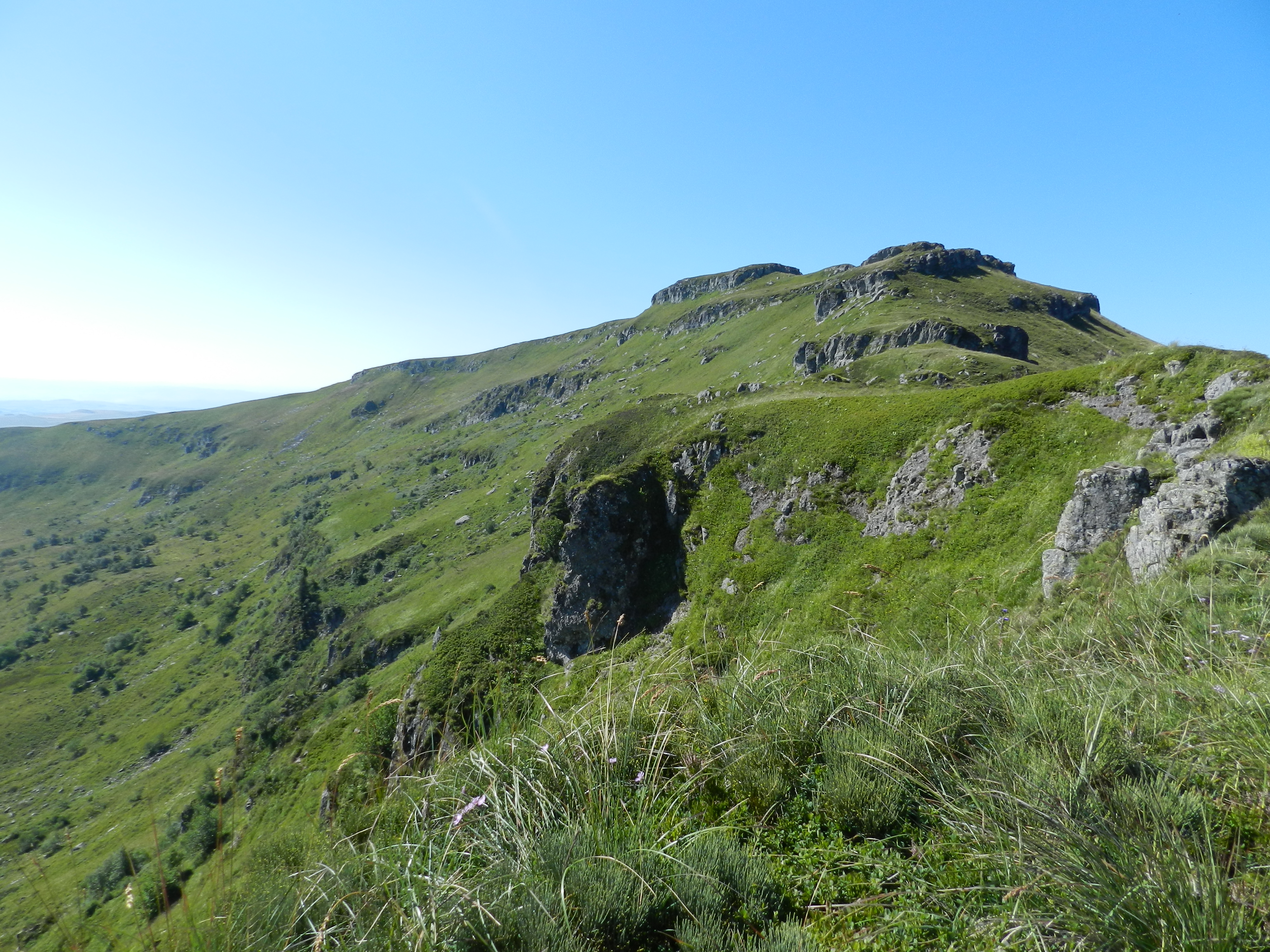
Le puy du Rocher.

Grâce à sa situation sur le volcan du Cantal, lui valant d'être membre du parc naturel régional des Volcans d'Auvergne, la commune présente un patrimoine naturel riche.
Ses secteurs d'altitude (appelés estives) allant jusqu'à 1 813 mètres d'altitude, comprennent de nombreux sommets et cols présentant un intérêt floristique important et hébergeant de nombreuses espèces rares : le puy du Rocher, le rocher de la Sagne du Porc, le Bec de l'Aigle, le puy Bataillouse, le téton de Vénus, le puy de Seycheuse, le col de Rombière, le rocher du Cerf, le puy de Massebœuf, le col de Font-de-Cère et le col du Lioran. Cette caractéristique, typique des monts du Cantal et dont le pastoralisme permet le maintien, lui vaut de faire partie de la zone Natura 2000 du Massif cantalien.
Sur les contreforts de ces montagnes se trouvent de nombreuses forêts qui font l'image identitaire du Valagnon. Sa forêt de conifères, ponctuée par endroits de hêtres, est composée de plusieurs forêts dont les deux forêts domaniales de Murat et du Plomb du Cantal et de la forêt du Lioran à la fois départementale, communale, sectionale et privée. La surface forestière de la commune est de plus de 1450 hectares (42 % du territoire) soit la plus importante du Cantal. Pour la conservation et l'étude de certaines espèces remarquables, une Réserve Biologique Intégrale (RBI) a été créée. La RBI de Chamalières/Peyre-Ourse couvre 205 hectares de la forêt domaniale de Murat et de la forêt communale de Laveissière et interdit toute activité sylvicole, de chasse et de pastoralisme.
De nombreux cours d'eau, partant des secteurs d'altitude et traversant les forêts, sont présents sur la commune. Le plus important est l'Alagnon parcourant 85 km jusque dans le Puy-de-Dôme en passant par la Haute-Loire. Elle et ses affluents (le Chabassou, les Tripas, la Grange, le Chavagnac, les Sagnes, la Loubeyre, la Croix, la Gouyère, les Trois Pierres, le Passadou, Vassivière ou Pierre-Taillade, les Malvieilles, les Plots, les Obres, le Peyre Gary, le Lherbet, le Four à Chaux et le Chambeuil) rejoignent l'Allier ainsi que le bassin de la Loire. Mais la commune a la particularité de s'étendre sur le bassin de la Dordogne avec le ruisseau du Baguet se jetant dans la Cère. Les cours d'eau contribuent à la qualité des paysages avec la présence de plusieurs cascades (Chambeuil, Pierre-Taillade, Four à chaux, Passadou, Vassivière…) et de gorges dont celle de l'Alagnon. Ces milieux sont remarquablement bien préservés et très poissonneux. D'ailleurs, la loutre, qui a quasiment disparu en France et en Europe, y a établi refuge, d'où le classement de l'Alagnon en Zone Natura 2000.
Tous ces milieux permettent la présence d'une faune riche et montagnarde. Dans les forêts, on retrouve le cerf (réintroduit en 1965) y établissant une des plus importantes populations de France, ainsi que d'autres cervidés comme le chevreuil, mais aussi le sanglier, le mouflon (introduit en 1959), le renard, le blaireau et même le loup. Sur les sommets, on retrouve le chamois (introduit en 1978) et la marmotte (introduite en 1964) qui, à partir du Cheylat, a colonisé tout le massif.

### Voies de communication et transports
- Par la route : la commune est traversée dans toute sa longueur par la RN 122 reliant Figeac à Massiac en passant par Aurillac et Murat.
- Par le train : la gare du Lioran est desservie par la ligne ferroviaire de Figeac à Arvant traversant le Valagnon de manière parallèle à la RN 122. En correspondance quotidienne avec Aurillac, Brive, Neussargues, Saint-Flour et Clermont-Ferrand avec 8 arrêts par jour dans chaque sens.
- Par avion : aéroport d'Aurillac à 30 km. En correspondance quotidienne avec Paris.

Le conseil départemental du Cantal se charge du transport scolaire vers l'école primaire du bourg, puis vers le collège de Murat à 5 km et enfin vers les lycées de Saint-Flour et d'Aurillac.
Un service de navette gratuite est mis en place pendant la saison touristique hivernale : un réseau de liaison intra-muros à la station du Lioran pendant son ouverture et un réseau de liaison avec les différents hameaux de la commune pendant les vacances scolaires.

## Urbanisme

### Typologie
Au 1er janvier 2024, Laveissière est catégorisée commune rurale à habitat très dispersé, selon la nouvelle grille communale de densité à 7 niveaux définie par l'Insee en 2022.
Elle est située hors unité urbaine et hors attraction des villes,.

### Occupation des sols
L'occupation des sols de la commune, telle qu'elle ressort de la base de données européenne d’occupation biophysique des sols Corine Land Cover (CLC), est marquée par l'importance des forêts et milieux semi-naturels (73,7 % en 2018), en diminution par rapport à 1990 (75,2 %). La répartition détaillée en 2018 est la suivante : 
forêts (48,6 %), milieux à végétation arbustive et/ou herbacée (25,1 %), prairies (24,5 %), zones urbanisées (1,9 %). L'évolution de l’occupation des sols de la commune et de ses infrastructures peut être observée sur les différentes représentations cartographiques du territoire : la carte de Cassini (XVIIIe siècle), la carte d'état-major (1820-1866) et les cartes ou photos aériennes de l'IGN pour la période actuelle (1950 à aujourd'hui).

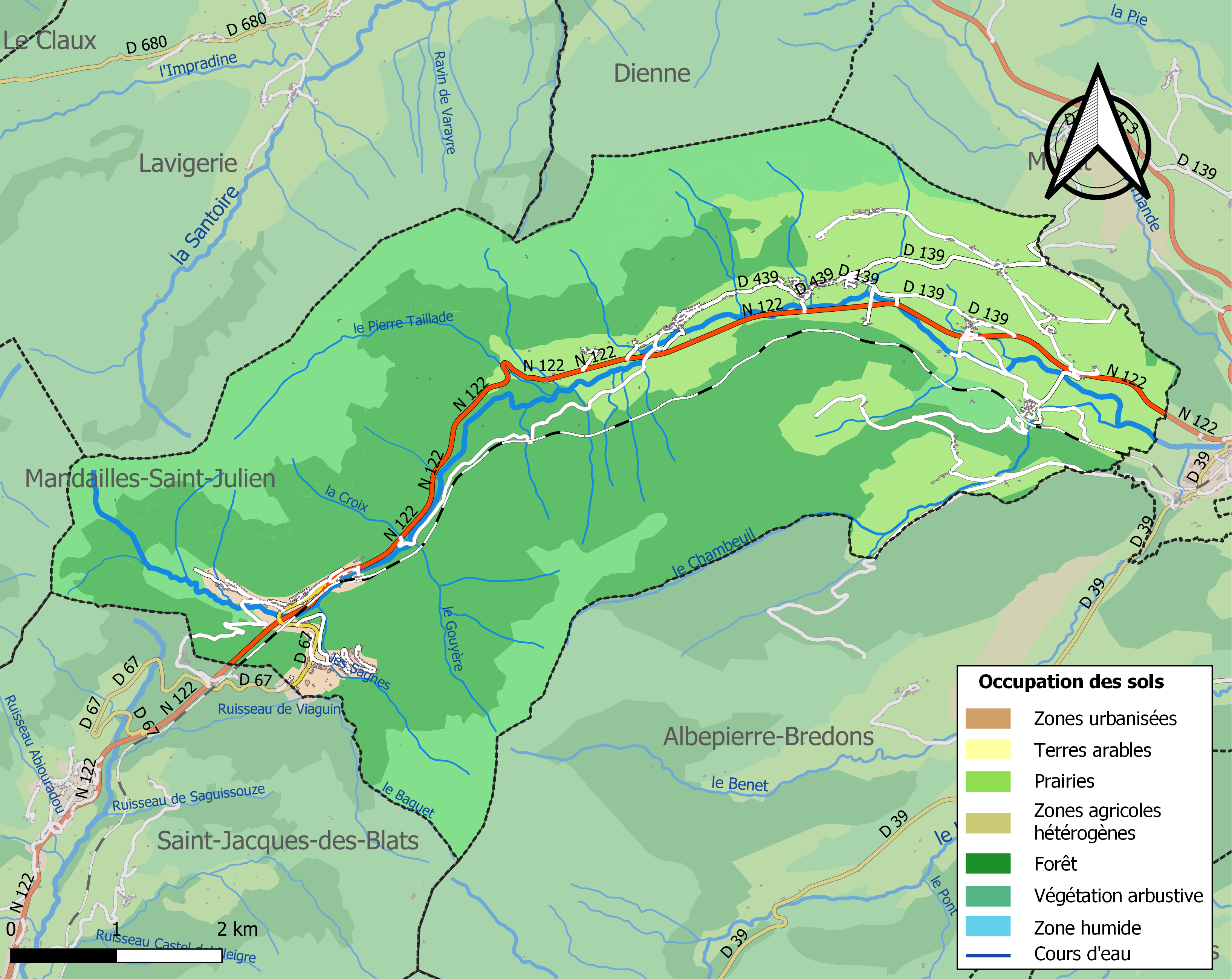
Carte des infrastructures et de l'occupation des sols de la commune en 2018 (CLC).

### Habitat et logement
En 2018, le nombre total de logements dans la commune était de 1 387, alors qu'il était de 1 318 en 2013 et de 1 332 en 2008.
Parmi ces logements, 16,7 % étaient des résidences principales, 78,1 % des résidences secondaires et 5,2 % des logements vacants. Ces logements étaient pour 31,2 % d'entre eux des maisons individuelles et pour 68,6 % des appartements.
Le tableau ci-dessous présente la typologie des logements à Laveissière en 2018 en comparaison avec celle du Cantal et de la France entière. Une caractéristique marquante du parc de logements est ainsi une proportion de résidences secondaires et logements occasionnels (78,1 %) supérieure à celle du département (20,4 %) et à celle de la France entière (9,7 %). Concernant le statut d'occupation de ces logements, 75 % des habitants de la commune sont propriétaires de leur logement (68,8 % en 2013), contre 70,4 % pour le Cantal et 57,5 pour la France entière.
| Typologie                                               | Laveissière | Cantal | France entière |
| ------------------------------------------------------- | ----------- | ------ | -------------- |
| Résidences principales (en %)                           | 16,7        | 67,7   | 82,1           |
| Résidences secondaires et logements occasionnels (en %) | 78,1        | 20,4   | 9,7            |
| Logements vacants (en %)                                | 5,2         | 11,9   | 8,2            |

## Toponymie

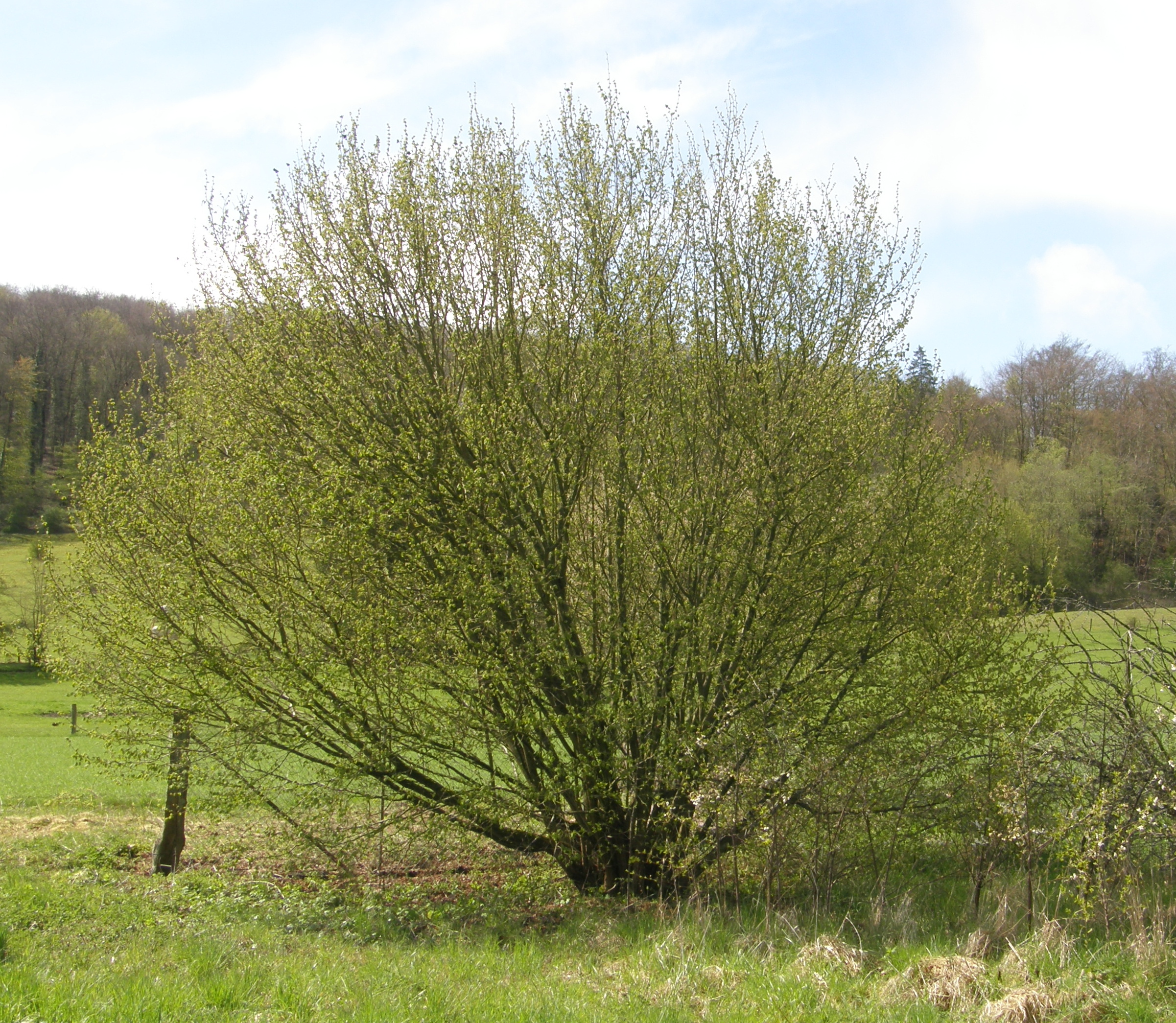
Le noisetier a donné son nom à Laveissière.

L'ensemble de l'actuelle commune correspond à la région historique du Valagnon, terme faisant référence à la rivière Alagnon et désignant également ses habitants.
La toponymie des lieux dérive souvent de caractéristiques biologique, géologique, climatiques ou historiques.
Certains lieux tirent leur nom d'un arbre comme Laveissière avec le noisetier (de l'occitan veisseira issu du pré-celtique vaissa signifiant la noisetière) ou Fraisse-Haut et Fraisse-Bas avec le frêne (arbre en bordure de prés dont le feuillage servait de fourrages et le branchages de bois de chauffage), d'autres de la pierre comme les Cheyrouses (cheirosa adjectif désignant un lieu pierreux en occitan auvergnat) ou la Pierre-Taillade (de l'auvergnat peira talhada signifiant pierre coupée), d'autres rappellent les parts de forêts jadis défrichées comme les Lissarts (essarts signifiant lieux défrichés) ou la Montagnoune (montanhona signifiant la petite montagne) et toutes les autres localités ayant le nom de "montagne" (comme la montagne d'Allanche et celle du Lioran), d'autres encore rappellent un lieu d'eau comme Font d'Alagnon (font d'Alanhon signifiant sources de l'Alagnon) ou Belles-Aigues (belas aigas signifiant belles-eaux) ou la Font Redonde (signifiant source ronde) ; d'autres font allusion à des animaux dont ils imitent la forme comme les sommets de la Peyre Ourse ou la Peyre de l'Ane ou le Bec de l'Aigle ou la Sagne du Porc, d'autres remémorent une activité humaine comme les fours à chaux ou le pasturadou (lieu de pâturage).

## Histoire

### Un Valagnon longtemps isolé
Jusqu'au XVIIIe siècle, la ténébreuse forêt, le climat très rude et l'infranchissable Lioran présentaient le Valagnon comme une terre inhospitalière et une impasse.
Les premières traces de vie attestées remontent au VIe siècle. À l'époque, le Valagnon est un haut-lieu de pèlerinage sur le chemin de Saint-Jacques-de-Compostelle. Des foules de pèlerins venait recevoir la bénédiction, et parfois la guérison, d'un ermite reclus dans une grotte sur les hauteurs de Fraisse-Haut : saint Calupan.
La vie s'est peu à peu développée grâce aux fours à chaux, exploitant la seule carrière de calcaire de la région, et aux forêts environnantes, recouvrant alors la totalité de la vallée, qui sont peu à peu exploitées et parfois défrichées pour pouvoir faire pâturer le bétail. Mais la région est marquée par une grande pauvreté et les Valagnons survivent grâce à une importante population de chèvre (la chèvre beige rosé du Lioran) peuplant les forêts, d'où le surnom que les habitants des autres vallées leur donnent, les mandza cabre (littéralement mange chèvre). Le Valagnon dépendait alors de la seigneurie ecclésiastique de Bredons, mais dépendait également de la seigneurie de Chambeuil, de la seigneurie de Combrelles et de la seigneurie d'Anterroches

### Développement et prospérité
La création à la fin du XVIIIe siècle de la route royale no 126 (aujourd'hui RN 122), délaissant la Via Celtica et traversant dans sa longueur le Valagnon, va non seulement faire de lui un lieu de passage mais aussi lui permettre de développer ses filières agricole et sylvicole.
Après la Révolution, le Valagnon est rattachée à la commune de Bredons (actuellement Albepierre-Bredons). Puis en 1836, à la suite du procès de la forêt du Lioran, opposant les Valagnons à De La Roche-Lambert, qui ne reconnaît pas leur droit d'usage et de pâturage dans sa forêt, les Valagnons demandent leur autonomie. La commune de Bredons est alors coupée en deux parts égales et ainsi est née la commune de Laveissière, le 6 mai 1836.
Le XIXe siècle s'annonce comme étant le siècle de l'essor économique pour le Valagnon.
En 1839, pour faciliter la circulation et désenclaver le Cantal, il est décidé de construire le tunnel routier du Lioran, le premier en France. Des centaines d'ouvriers vont venir des quatre coins de l'Europe pour construire cet ouvrage considéré à l'époque comme titanesque. Il est inauguré en 1843, facilite les échanges et donne naissance à de nombreuses auberges. En 1865, la révolution industrielle donne au Valagnon un véritable élan avec l'arrivée du chemin de fer. De nouveau, des centaines d'ouvriers contribuent à la construction jusqu'en 1868. Les échanges sont davantage facilités pour notamment la production agricole et surtout la production forestière, qui va faire la prospérité de la commune jusqu'à l'élever au rang de plus riche commune de France. De plus, l'ouvrage permet la naissance d'une nouvelle activité économique : le tourisme. De riches touristes bourgeois, des intellectuels, des poètes, des botanistes et des géologues viennent en villégiature au Lioran. C'est le début de l'ère touristique du Valagnon.

### Un territoire durement touché par la Seconde Guerre mondiale
Dès 1940, plusieurs familles de réfugiés du nord de la France arrivent à Laveissière. Fuyant la zone occupée, et pour certains même la persécution croissante de leur peuple (Juifs), la plupart ne possède plus rien mais ils vont pouvoir compter sur le soutien de la population locale et de l'abbé du village (abbé Combes) qui leur fournissent des vêtements, le couvert et un toit. 

L'importance de son maquis fait du Valagnon un des haut-lieux de la  résistance française. En effet, depuis la création du STO, beaucoup de jeunes rejoignent le maquis. Les maquisards établissent refuges dans les forêts ainsi que sur les hauteurs de la commune, dans les burons (Lissarts et Peyre Gary). Ils se livrent à une lutte acharnée contre la Milice et les nazis avec le soutien de la population qui les approvisionne en nourriture (les maquisards n'ayant pas de ticket d'approvisionnement) et financièrement. Plusieurs actes de sabotage vont être menés contre l'ennemi durant l'Occupation.

À la nouvelle du Débarquement, le Valagnon (au même titre que le Mont-Mouchet et les réduits de la Truyère) est choisi par les  Forces Françaises de l'Intérieur pour être le lieu de pénibles combats contre les troupes ennemies du sud en évacuation.
Au cours des combats, onze maquisards trouvèrent la mort contre probablement une vingtaine du côté des troupes allemandes. Mais la tragédie des combats ne s'arrêta pas là. Les forces allemandes appelèrent en renfort la Luftwaffe qui bombarde le 13 août la vallée. On constate de nombreux dégâts : au buron de Vassivière, au buron de Peyre Gary, mais aussi et surtout à Fraisse-Haut, où de nombreuses maisons furent détruites lors de terribles incendies, et à Laveissière où le bâtiment de la Poste fut touché. Les bombardements ne firent pas directement de tués puisque la population s'étant réfugiée dans la forêt du versant sud de la vallée. Lorsque les Allemands parvinrent au village de Laveissière, ils s'installent dans l'hôtel du Bellevue et terrorise la population. Soupçonnés d'être à l'origine de cette embuscade au Lioran, le maire et ses conseillers ont même failli être fusillés, adossés au monument aux morts, si des preuves les innocentant n'avaient pas été présentées.

## Politique et administration
| Période                                  | Période  | Identité           | Étiquette | Qualité                |
| ---------------------------------------- | -------- | ------------------ | --------- | ---------------------- |
| Les données manquantes sont à compléter. |          |                    |           |                        |
| 1983                                     | 1999     | Georges Bouvet     |           |                        |
| 1999                                     | 2004     | André Viallard     |           |                        |
| 2004                                     | 2020     | Nicole Vigues      | LR        | Agricultrice retraitée |
| 2020                                     | En cours | Daniel Meissonnier |           |                        |

## Population et société

### Démographie
L'évolution du nombre d'habitants est connue à travers les recensements de la population effectués dans la commune depuis 1836. Pour les communes de moins de 10 000 habitants, une enquête de recensement portant sur toute la population est réalisée tous les cinq ans, les populations de référence des années intermédiaires étant quant à elles estimées par interpolation ou extrapolation. Pour la commune, le premier recensement exhaustif entrant dans le cadre du nouveau dispositif a été réalisé en 2008.

En 2022, la commune comptait 526 habitants, en évolution de −1,5 % par rapport à 2016 (Cantal : −1,08 %, France hors Mayotte : +2,11 %).
| 1836  | 1841 | 1846 | 1851  | 1856 | 1861 | 1866 | 1872 | 1876 |
| ----- | ---- | ---- | ----- | ---- | ---- | ---- | ---- | ---- |
| 1 060 | 912  | 995  | 1 028 | 996  | 984  | 896  | 971  | 947  |

| 1881  | 1886  | 1891 | 1896 | 1901 | 1906 | 1911 | 1921 | 1926 |
| ----- | ----- | ---- | ---- | ---- | ---- | ---- | ---- | ---- |
| 1 001 | 1 052 | 946  | 885  | 815  | 836  | 772  | 741  | 696  |

| 1931 | 1936 | 1946 | 1954 | 1962 | 1968 | 1975 | 1982 | 1990 |
| ---- | ---- | ---- | ---- | ---- | ---- | ---- | ---- | ---- |
| 635  | 649  | 575  | 580  | 490  | 526  | 588  | 623  | 611  |

| 1999 | 2006 | 2008 | 2013 | 2018 | 2022 | - | - | - |
| ---- | ---- | ---- | ---- | ---- | ---- | - | - | - |
| 586  | 577  | 574  | 552  | 514  | 526  | - | - | - |

La population se répartit dans le village de Laveissière, la station du Lioran et essentiellement dans les hameaux (Ampalat, la Bastide, la Bourgeade, les Bouriges, Chambeuil, le Chambon, la Chassagne, Chauzier, les Cheyrouses, Combrelles, Empiolet, le Four à Chaux, Fraisse-Bas, Fraisse-Haut, Grand-Champ, la Grange de Ganih, les Gouttes, le Lioranval, Malpertuis, le Meynial, le Meynialou, les Pindorios, le Rhéal).
La population augmente fortement lors des saisons touristiques et notamment en hiver, où la population atteint 10 000 habitants qui en font la seconde commune du Cantal. En effet, avec 1057 résidences secondaires (sur 1332 logements soit 79 % de résidences secondaires) Laveissière est la commune qui en enregistre le plus dans le Cantal.

### Enseignement
Laveissière fait partie de l'Académie de Clermont-Ferrand. L'enseignement se fait sur la commune jusqu'au CM2 grâce à l'école maternelle et à l'école primaire. Puis, le cursus scolaire se poursuit au collège Georges-Pompidou à Murat, à 5 km. Un système de ramassage scolaire facilite le transport des élèves.
La commune a la particularité de compter sur son territoire une autre structure d'enseignement, de secours cette fois, l'École départementale de secours et d'incendie, située en contrebas de la station du Lioran. Elle a été construite en même temps que le nouveau tunnel du Lioran dans le but de former les jeunes sapeurs-pompiers, les sapeurs-pompiers volontaires et les sapeurs-pompiers professionnels. On y effectue également des formations de maintien des acquis. Dans les locaux, on trouve un CEPARI (Centre d’Entraînements au Port de l'Appareil Respiratoire Isolant), une tour d’entraînement pour le LSPCC (Lot de Sauvetage et de Protection Contre les Chutes), des hébergements, des salles de sports, des salles de théorie et un foyer.

### Santé
Les services de santé s'effectuent à Murat, où se situe d'ailleurs un centre hospitalier. Mais pour la station du Lioran, il existe un service médical d'urgence, concept unique en France, ouvert durant la saison de ski, d'un effectif de 9 médecins de l'unité médicale de secours en montagne dépendant du SAMU effectuant environ 1250 interventions durant la saison.

### Sports
Infrastructures
- Parc de remontées mécaniques (pour ski, randonnée et VTT de descente) avec 18 remontées dont un téléphérique, 2 télésièges débrayables, 6 télésièges fixes, 6 téléskis, un télébaby2 et tapis roulant.
- Domaine skiable alpin de 60 km avec 45 pistes dont 10 vertes, 15 bleues, 15 rouges et 5 noires auxquelles il faut rajouter un snowpark, un boardercross et un domaine de ski nocturne
- Domaine nordique avec 4 pistes avec accès gratuit
- Domaine de VTT de descente de 100 km avec 16 pistes dont 6 bleues, 5 rouges et 5 noires auxquelles il faut rajouter un pump track
- Sentiers de randonnée de plus de 500 km
- Piscine
- Patinoire
- Luge d'été
- Parcours accro-branche
- Golf
- Terrain de 4×4
- Terrains de football, de basket-ball, de tennis, de pétanque et de handball

Clubs
- Ski club du Lioran : créé en 1908, il est aujourd'hui un des plus importants clubs de ski en France. Avec 6 titres de champions de France citadins, un titre de champion d'Europe FIS, un sociétaire au Pôle France d'Albertville… il est le mieux classé du Massif Central et 18e sur 1227 à l'échelle nationale. Le club est parrainé par Carole Montillet, championne olympique de descente ;
- Étoile Valagnone (club de football) ;
- Club des Mouflons du Lioran (club de hockey sur glace)

Événements sportifs (voir article Le Lioran (station))

## Économie

### Tourisme
Le tourisme constitue la principale économie de la commune, concentré essentiellement sur la station du Lioran. Le principal acteur est la SAEM Super-Lioran Développement détenue à près de 60 % par le conseil général du Cantal, 28 % par la commune de Laveissière, 10 % par Saint-Jacques-des-Blats et 2 % par Albepierre-Bredons. Les autres acteurs se répartissent dans l'hôtellerie, la restauration, l'hébergement, les magasins de sports, les prestations d'activités sportives…
Le Lioran est le principal acteur touristique du Cantal et le second d'Auvergne-Rhône-Alpes après Super-Besse.
La station du Lioran en chiffres :
- 50e rang des stations de montagne françaises par chiffres d'affaires ;
- 6 millions d'euros de chiffres d'affaires aux remontées mécaniques, 31 millions d'euros sur la station, 45 millions d'euros sur le bassin de vie ;
- 150 emplois permanents et 500 emplois saisonniers ;
- 10 000 personnes en hiver qui en font la seconde ville du Cantal ;
- 350 000 forfaits vendus ;
- 8000 lits touristiques en station ;
- 222 000 passages au téléphérique du Plomb du Cantal qui en font l'infrastructure touristique la plus fréquentée d'Auvergne ;
- 150 hectares de superficie, 44 pistes de ski et 19 remontées mécaniques en font la première station du Massif central

### Exploitation forestière
L'économie forestière tient une place importante dans l'économie locale, elle a d'ailleurs fait la richesse de la commune. Elles se fait sur différents sites dont deux forêts domaniales (forêt domaniale de Murat et forêt domaniale du Plomb du Cantal), une forêt communale (la forêt du Lioran) et de nombreuses forêts sectionnales et privées.
La surface forestière de la commune est de plus de 1450 hectares (42 % du territoire) soit la plus importante du Cantal. Elle se répartit de la manière suivante : 45 % est communale, 34 % est privée, 11 % est domaniale et 10 % est sectionale.

### Agriculture
L'agriculture tient la troisième place. Il s'agit d'exploitations familiales, qui sont néanmoins non négligeables, issues de l'élevage bovin (principalement des Salers) valorisées par des zones d’appellation d'origine protégée fromagères : le cantal, le salers, le bleu d'Auvergne et la fourme d'Ambert. Les zones d'estives, confortent ce secteur en constituant d'importantes réserves de fourrages pour les exploitations locales mais aussi environnantes.
Les races typiques du Valagnon sont : pour les races bovines, la salers, race emblématique du Cantal ; pour les races caprines, la chèvre beige rosé du Lioran, une souche des chèvres du Massif central probablement éteinte ; et pour les races ovines, la bizet.

## Culture locale et patrimoine

### Lieux et monuments

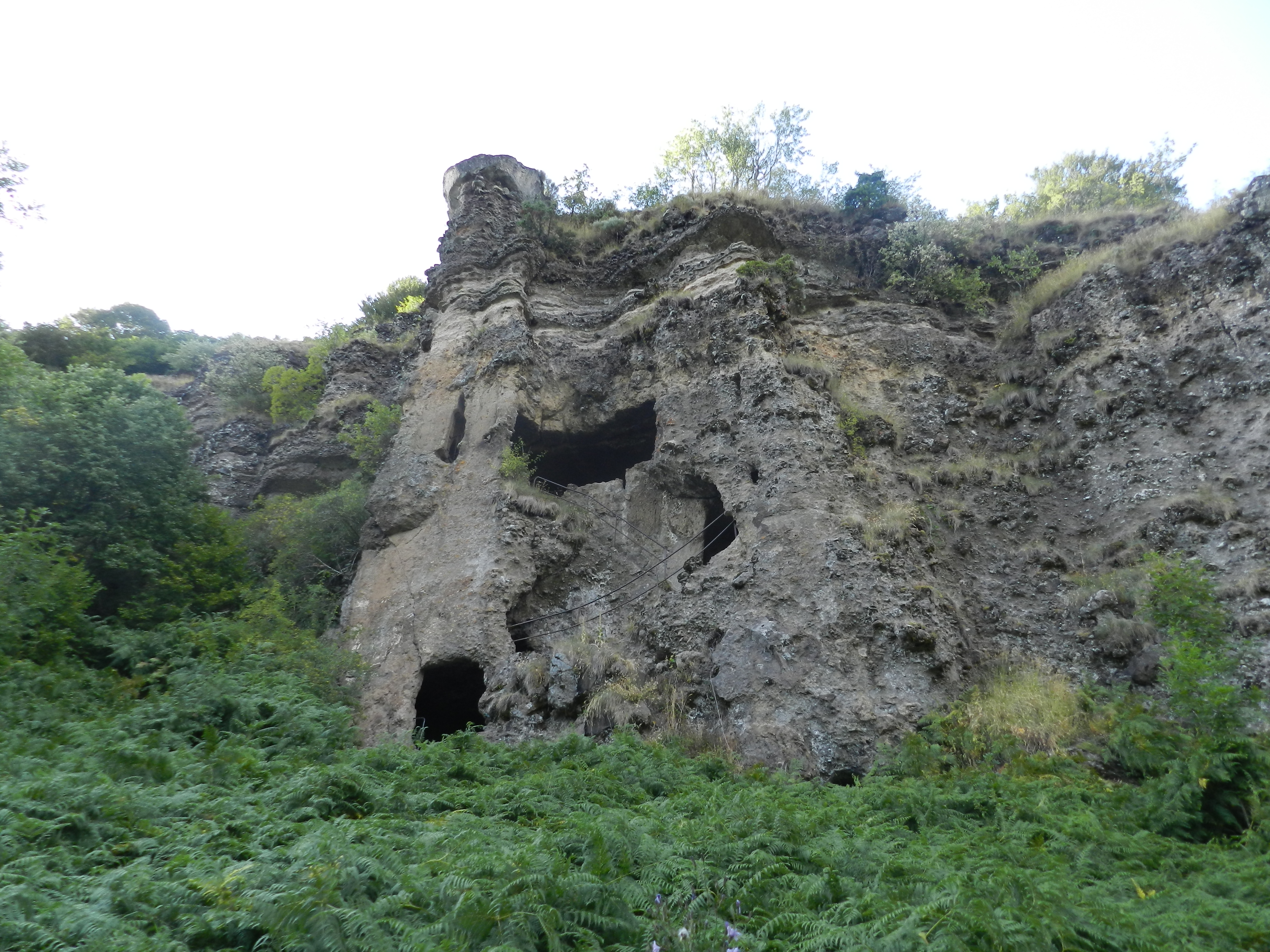
La Roche Percée.

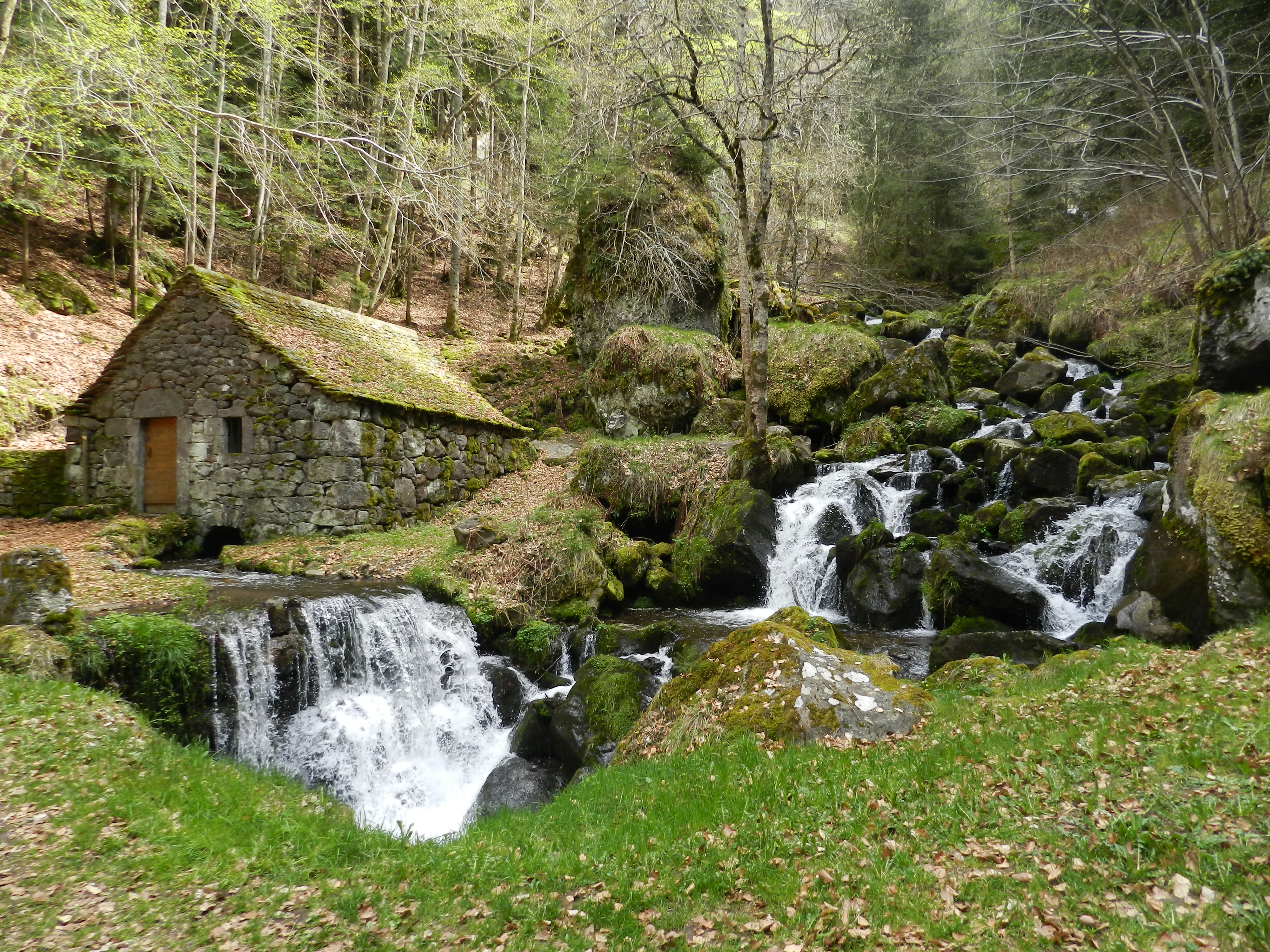
Le moulin de Chambeuil et sa cascade.

#### Village et hameaux

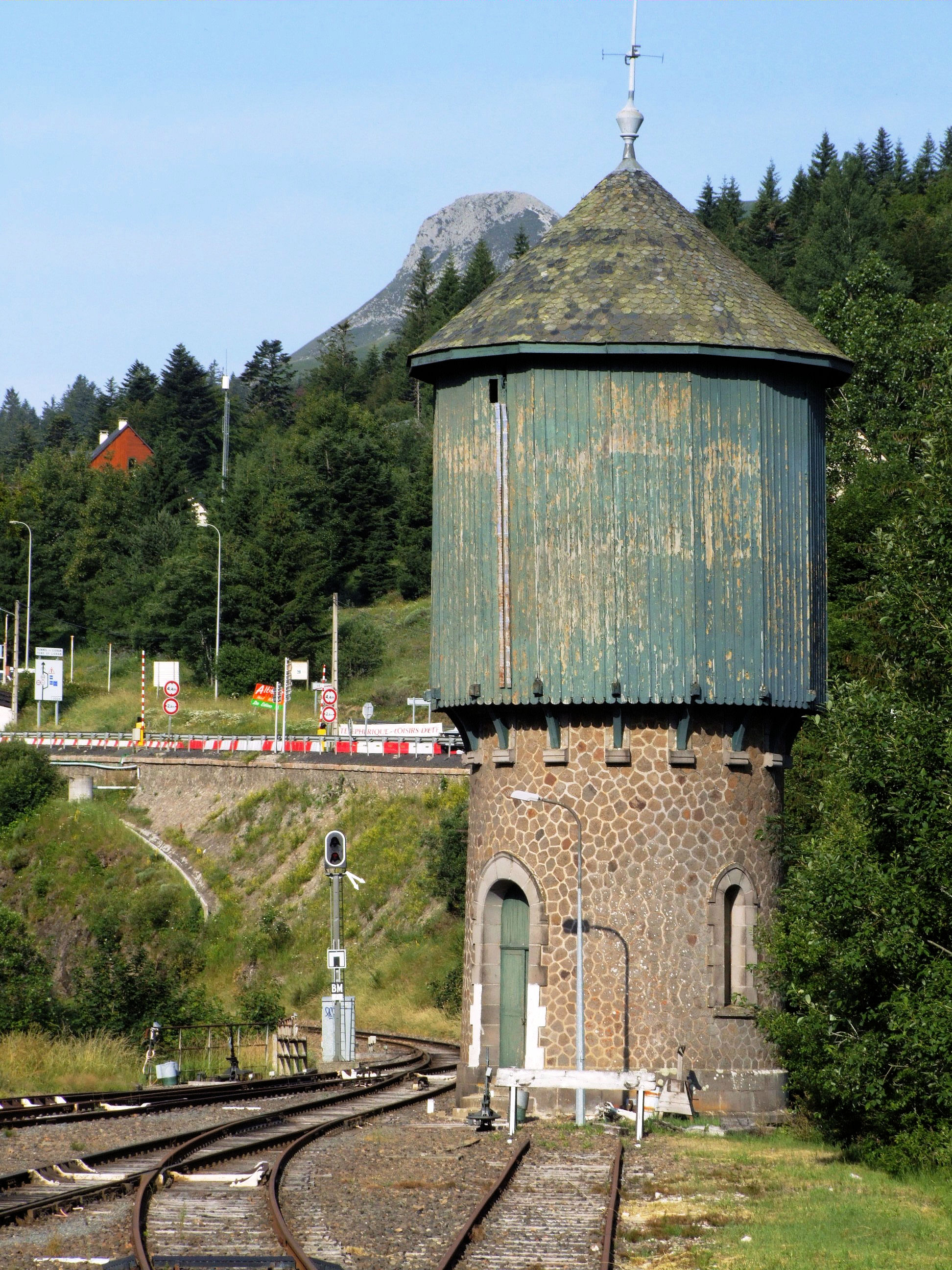
Le château d'eau du Lioran classé Monument Historique.

##### Chambeuil
- Le château : actuellement en ruines ;
- Les deux moulins : le premier date de 1811 et le second de 1812 ;
- La mine exploitée de 1885 à 1965 pour le lignite

##### Lioran
- Les tunnels du Lioran : constitués de deux tunnels routiers, dont le premier de France, et d'un tunnel ferroviaire ;
- La gare du Lioran : construction de 1865 ;
- Le château d'eau de la gare du Lioran : classé monument historique ;
- La stèle du Lioran ; en hommage aux onze morts de l'ensemble de la bataille du Lioran ;
- La stèle de la Pierre-Taillade : en hommage aux six maquisards tués en ce lieu lors de la bataille du Lioran ;

##### Laveissière
- L'église Saint-Louis : construction de 1820 ;
- La Maison de la Roche : habitat semi-troglodytique de 1850 ;
- Le monument aux morts communal ;

##### Fraisse-Haut
- La Roche Percée
- Le manoir de Fraisse-Haut

##### Four à chaux
Les fours se trouvent en amont du hameau du même nom. Dès le XIVe siècle, les Juliens, seigneurs de Chambeuil, exploitent la carrière de calcaire. Jusqu'au XXe siècle, la carrière est exploitée pour la chaux. On décomposait cette roche dans les fours, situés non loin, véhiculées par des wagons circulant via un souterrain. Aujourd'hui toutes traces d'exploitation ont disparu et laissent place à une cascade effectuant un saut de 10 mètres ;

##### Combrelles
- Le château de Combrelles : château en ruines

#### Burons
- Buron de Belles-Aigues : construction du XVIIIe siècle. Transformé en musée.
- Buron du Baguet : construction du XVIIIe siècle. Transformé en restaurant.
- Buron de Meije-Costes : construction du XVIIIe. Transformé en refuge.
- Buron de Font d'Alagnon : construction du XVIIe siècle. À l'abandon.
- Burons de Vassivière : constructions du XVIIIe siècle. Le plus récent commence à tomber en ruines tandis que le plus ancien, en amont, est en ruines à la suite des bombardements allemands durant l'Occupation. Pendant la Seconde Guerre mondiale, le plus récent a abrité des soldats allemands, venus pour affaiblir le maquis Vallagnon, qui, à la fin de l'Occupation, dans la précipitation, ont laissé un Half Track au buron (resté jusque dans les années 2000).
- Burons de Peyre Gary de l'Or : constructions du XVIIe et du XVIIIe siècle. Les plus récents commencent à tomber en ruines tandis que les plus anciens, en aval, sont en ruines à la suite des bombardements allemands durant l'Occupation. En décembre et janvier 1944, un groupe de maquisard, dont le chef est Alfred Coutarel (pseudo Barthélémy puis Bartho) s'installa dans le buron.
- Buron du Lissart : construction du XIXe siècle. Commence à tomber en ruines. En octobre et novembre 1943, le maquis Bartho s'installa dans le buron
- Buron du Cheylat : construction du XIXe siècle. En ruines.
- Buron des Malvieilles : construction du XIXe siècle. En ruines.
- Buron du Remberterg : construction du XVIIIe siècle. En ruines.
- Buron du Caminal : construction du XIXe siècle. En ruines.
- Burons de Géraldès : constructions du XIXe siècle. En ruines.
- Burons de la Côte de Guillaume : constructions du XVIIIe et du XIXe siècle. En ruines.
- Buron de la Fumade Vieille : construction du XIXe siècle. En ruines.
- Buron de Malpertuis

### Personnalités liées à la commune

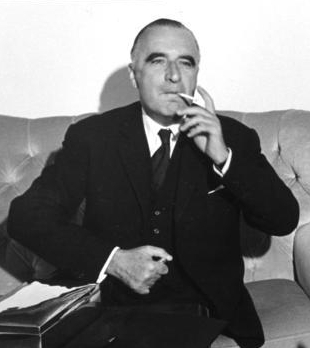
Georges Pompidou est à l'origine de la station du Lioran.

- Saint Calupan (526-576) : évangélisateur de Haute-Auvergne ayant vécu une grande partie de sa vie en ermitage sur les hauteurs de la commune.
- Eustache de Beaumarchès (1235-1294) : seigneur de Chambeuil, baron de Calvinet, sénéchal de Toulouse, grand bâtisseur de bastides (il en fonda 23) au service de Philippe III le Hardi.
- Arnaud de La Vie de Villemur (1305-1382) : seigneur de Chambeuil, baron de Calvinet, vicomte de Villemur, neveu du pape Jean XXII.
- Marguerite Teillard-Chambon (1880-1959) : femme de lettres, était Valagnone et a habité toute sa vie au Chambon.
- Pierre Teilhard de Chardin (1881-1955) : philosophe, scientifique et théologien, a séjourné fréquemment au Chambon chez sa cousine Marguerite Teillard-Chambon.
- Georges Pompidou (1911-1974) : homme politique, a contribué à la création de la station du Lioran.

Pour les personnalités en lien avec le Lioran, voir article Le Lioran (station).

### Films
- La Cité de l'indicible peur (1964), réalisé par Jean-Pierre Mocky, tourné en partie au Lioran lorsque Bourvil part pour Barges (en réalité Salers), arrive à la Gare, cherche un taxi devant le tunnel et le traverse.
- Deux automnes trois hivers (2013), réalisé par Sébastien Betbeder, tourné en partie dans le village du Lioran et de Laveissière et présenté au festival de Cannes.

### Littérature
- Antoine Benoit, Le fils du Sabotier en Valagnon, 1989, 287 pages.
- Antoine Benoit, Le non ! du patriarche : jadis entre Santoire et Alagnon, 1992, 287 pages.
- Hughes J. Brivet, Murat et ses environs vus par les artistes au fil des ans, Ed. HABEO, 2023, 228 p. , 214 ill.,  (ISBN 978-2-9591484-0-8)
- Jean Anglade,  Les Puysatiers, Presse de la Cité, 2001  (ISBN 978-2258055018)
- Philippe Pradal, Le Lioran, un siècle de sport grandeur nature, Alzur Éditions, 2011, 136 pages.